# Вилијам Кар (веслач)
Филаделфија
Вилијам „Бил“ Џон Кар  (енгл. William "Bill" John Carr, Gortnagrace, округ Данегал, Ирска 17. јун 1876 — Филаделфија, Пенсилванија 25. март 1942) је бивши амерички веслач ирског порекла, освајач златне медаље на Летњим олимпијским играма 1900. у Паризу.
Био је члан веслачког клуба Веспер из Филаделфије. Са клупским осмерцем је освојио једину националну титулу 1900. па су као прваци отишли су на Летње олимпијске игре 1900.. На играма Кар је учествовао само у такмичењима осмераца. Његова екипа је заузела прво место у времену од 6:07,8 минута и освојила златни медаљу.